# Gribshunden
Gribshunden (з дан. «грифон-гончак») — данський вітрильний військовий корабель 15 століття, флагман короля Данії Югана. Затонув у 1495 році після пожежі в Балтійському морі.

## Історія
Достеменно невідомо коли й де був збудований корабель. Встановлено, що деревина, з якої побудований корабель, була зрубана у Франції взимку 1482/83 років у районі річки Маас. Таким чином, корабель був побудований десь між 1483 і 1486 роками, коли він згадується вперше. Потрібні подальші дослідження його походження та конструкції. Одна з теорій полягає в тому, що він був побудований на одній із великих корабелень в Нідерландах.
Корабель чотири рази з'являється в документах до його затоплення. Перша відома згадка про корабель міститься в листі від 16 травня 1486 року, в якому король Юган, написав «in navi nostra Griffone», що латиною означає «на нашому кораблі Грифон». У 1487 році корабель значився у списку з 12 суден, які здійснили рейд до Готланда. Зберігся рахунок за ремонт Gribshunden на острові. У 1491 році король вдруге був на борту судна. Він здійснив подорож до Норвегії на борту «Гріффена». Шкіпером на борту цього корабля, ймовірно, був Аксель Лагесен. У 1493 році цей корабель, разом з іншим судном «Svanen», вирушив до Англії з канцлером Юганом Єпсеном і його супроводом на борту, щоб відвідати англійського короля.
Влітку 1495 року Юган відплив до Кальмара, щоб розпочати переговори зі Стеном Стуре Старшим, шведським лідером, який погрожував вийти з Кальмарської унії. Як флагман данського флоту, Gribshunden був символом військової могутності, покликаної допомогти стримати шведів від незалежності. Однак на шляху до Кальмара, стоячи на якорі в Балтійському морі в природній гавані поблизу порту Роннебю, Gribshunden загорівся. Ця подія описана в тогочасній шведській Sturekrönikan (Хроніка Стуре) і в двох німецьких джерелах, Любецькій хроніці Реймара Коха та Данцизькій хроніці Каспара Вайнрайха. Згідно з джерелами, на борту спалахнула пожежа, через яку корабель вибухнув і затонув. Самого короля Югана на борту в той час не було, але, як повідомив учасник експедиції Тайдж Краббе, багато з 150 членів екіпажу, які перебували на кораблі, загинули, коли воно затонуло.
Король Юган перебував у Кальмарі після втрати свого флагмана, але Стен Стуре не з'явився на зустріч, залишивши статус Кальмарського союзу в підвішеному стані протягом наступних двох років до битви 1497 року біля Ротебро.

## Рештки
Рештки затонулого корабля виявлені у 1970-х роках дайверами на глибині 10 м, але вони спершу не були ідентифіковані. Перші археологічні дослідження відбулися в 2001 і 2002 роках. У 2013 році археологи визначили корабель як Gribshunden за допомогою таких методів, як дендрохронологічний відбір зразків деревини корабля, який показав, що вони походять з дубів, зрубаних взимку 1482—1483 років.
Дерев'яний корабель знаходиться в надзвичайно хорошому стані і є одним з найкраще збережених кораблів періоду пізнього середньовіччя. Те, що уламки були залишені відносно вільними від пошкоджень морськими хробаками, пояснюється солонуватістю води.
Корабель також важливий тим, що він був побудований карвельним способом, і є найстарішим із таких, знайдених у північних водах, де на той час переважали кораблі, побудовані з клінкерною технологією. Дослідження уламків показують, що корабель мав довжину 35 м (115 футів) і ширину 7,5 м (25 футів). Кіль орієнтований з північного сходу на південний захід.
Серед військових артефактів, знайдених в уламках, є кольчуги, арбалети, кістки, бочки, скло та кабестани. Затонулий корабель залишається завантаженим артилерією, що складається із залізних гармат, з яких було нараховано 11 установок. Артилерія складається з легких протипіхотних гармат і не призначалася для потоплення кораблів. Натомість вони призначені для підтримки силам рукопашного бою, які становили основну бойову силу. Піхота також була здатна воювати на середніх дистанціях, про що свідчать знахідки під час розкопок 2019 року (під керівництвом Університету Седертерна, Університету Лунда та Музею Блекінге), під час яких, серед іншого, було знайдено арбалет, арбалетний болт, гандгонне (ручна вогнепальна зброя) і кольчужна броня. У 2021 році було знайдено лафет довжиною 13,5 футів і різьблений ліншток.
У серпні 2015 року майже ідеально збережену дерев'яну фігурку міфічного звіра вагою близько 250 кг було вилучено зі форштевня та піднято на поверхню. Химерна фігура описується як собакоподібне або драконоподібне морське чудовисько з вухами лева, яке пожирало людину у своїй крокодилячій пащі.
Під час розкопок, проведених у 2019—2021 роках, було також знайдено срібні монети, оздоблені березовими панелями стіни, дерев'яне горня з короною, капці та екзотичні прянощі.